# Jan Budzyński (aktor)
Jan Bronisław Budzyński (ur. 28 marca 1899 w Warszawie, zm. 5 września 1971 w Voiron) – polski aktor.

## Życiorys
Został aktorem w II Rzeczypospolitej. Od 1923 był kierownikiem Teatru im. Dietricha w Żyrardowie. Później występował w teatrach w Warszawie, Lublinie, Wilnie. Ponadto pracował w radio i publikował w prasie. Kierował Wileńskim Teatrem Objazdowym. Od 1935 do 1937 był kierownikiem administracyjnym Teatrów Miejskich we Lwowie.
Po wybuchu II wojny światowej i agresji ZSRR na Polskę z 17 września 1939 przedostał się przez Rumunię na Zachód. Działał w formach teatralnych we Francji w 1940. Został żołnierzem Wojska Polskiego we Francji.
Po zakończeniu wojny pozostał na emigracji we Francji, gdzie zmarł w 1971.

## Odznaczenia
- Krzyż Niepodległości – 16 marca 1937 „za pracę w dziele odzyskania niepodległości”[1][2].